# جونيور مينديز
جونيور مينديز (بالإنجليزية: Junior Mendes)‏ (15 سبتمبر 1976 في المملكة المتحدة - ) هو لاعب كرة قدم بريطاني في مركز الهجوم. شارك مع منتخب مونتسرات لكرة القدم. أما مع النوادي، فقد لعب مع تشيلسي ودونفرملين أثلتيك وستيفيناغ بوروه وغريمسبي تاون ونادي سانت ميرين ونادي كارلايل يونايتد ونادي نورثامبتون تاون ونوتس كاونتي وهدرسفيلد تاون وIlkeston F.C. ‏ ولينكولن سيتي أف سي ونادي مانسفيلد تاون وإيكستون تاون ‏ ونادي ألدرشوت تاون وNairn County F.C. ‏ ونادي آير يونايتد ونادي كلايدبانك ‏.

## وصلات خارجية
- جونيور مينديز على موقع قاعدة بيانات كرة القدم.إي يو (الإنجليزية)
- جونيور مينديز على موقع ناشيونال فوتبول تيمز (الإنجليزية)
- جونيور مينديز على موقع Soccerbase.com (لاعب) (الإنجليزية)